# Евритион (пастух)
Евритион (др.-греч. Εὐρυτίων) — персонаж древнегреческой мифологии. Пастух великана Гериона. Пас его красных коров. Убит Гераклом. У Евритиона был пес Орф.
Согласно Стесихору, родился у источников Тартесса. По версии, его звали Эрифион (он был сыном Ареса).